# Axel Wallensköld
Axel Gabriel Wallensköld (født 10 maj 1864, død 23. marts 1933) var en finlandssvensk sprogforsker.
Wallensköld blev student 1882, fil. kand. 1886, fil. lic. 1891, docent i Helsinki i romansk filologi 1891 og professor sammesteds 1905. Han har udgivet mange franske tekster samt en kulturhistorisk undersøgelse Le conte de la femme chaste convoitée par son beau-frère (1907); desuden omfatter hans litterære produktion en mængde filologiske, pædagogiske og andre artikler og anmeldelser; blandt andet Le sort de la voyelle protonique non initiale latine en romain (1913), Strassburger-ederna (1921), Les chansons de Conon de Béthune (1921), Kortfattad lärobok i Ido för självstudium (1922), Rolandssångens ursprung (1924) og À propos de l'étymologie du fr. chef (1925). Han var redaktør for "Neuphilologische Mitteilungen" (talrige bidrag).